# Islas Faichuk
Islas Faichuk también conocidas como Tol, es un grupo de islas separadas unas de las otras por unos canales estrechos en la parte occidental de la laguna de Truk, en el estado de Chuuk, Estados Federados de Micronesia. Las islas están fuertemente vinculadas y consideradas como una con fines estadísticos y administrativos.
Las islas principales son Paata (Pata), Polle, Wonei (Onei) y Tol. Su área colectiva es de 34 km² y la población alcanza las 14000 personas (último censo). Las islas son montañosas en su mayoría y su punto más alto es un pico de 443 metros sobre el nivel del mar (Monte Winipot en la isla Tol).
Las áreas de las islas individuales son:
- Tol 10,3 km²
- Wonei 10 km²
- Polle 9,3 km²
- Paata 4,4 km²
- Eot 0,49 km²
- Fanapanges 1,57 km²
- Ramanum 0,75 km²
- Udot 4,93 km²